# Canal 7 (Santiago del Estero)
El Canal 7 de Santiago del Estero es un canal de televisión argentino afiliado a Telefe que transmite desde la ciudad de Santiago del Estero. El canal se llega a ver en gran parte de la Provincia de Santiago del Estero y en parte de la Provincia de Catamarca y sur de la Provincia de Tucumán a través de repetidoras. Es operado mayoritariamente por el Grupo Ick.

## Historia
El 10 de octubre de 1963, mediante el Decreto 9062, el Poder Ejecutivo Nacional adjudicó a la empresa CAS TV S.A. una licencia para explotar la frecuencia del Canal 7 de la ciudad de Santiago del Estero, capital de la provincia homónima. La sociedad estaba conformada por 18 socios, entre los que se destacaban Antonio Castiglione, José F.L. Castiglione, Aldo C. Castiglione y Horacio Germinal Rava.
La licencia inició sus transmisiones regulares el 30 de octubre de 1965 como LW 81 TV Canal 7 de Santiago del Estero. Canal 7 fue la primera emisora del Noroeste Argentino después de un mes de transmisiones experimentales.
El canal funcionó en las instalaciones de calle Pellegrini 249 que fueron bendecidas en el día de su inauguración, entronizándose la imagen de Santa Clara de Asís; patrona de la televisión universal.
La instalación del canal tuvo honda repercusión en la ciudad y el interior provincial. Las primeras imágenes fueron mostrar el interior de la capital santiagueña con su paisaje, su flora y su fauna.
El 19 de septiembre de 1977, mediante el Decreto Sintetizado 2818, autorizó el ingreso a CAS TV S.A. (licenciataria de Canal 7) de Néstor Carlos Ick, Ernesto Rodríguez, Osvaldo Simón Rosenzvaig, Luis Celestino Alen Lascano, Mario Ernán Taboada y Faustino Ledesma.
Las primeras transmisiones se hicieron en blanco y negro, más tarde apareció la televisión a color en ocasión de transmitir el Campeonato Mundial de Fútbol de 1978. El canal es abierto, su señal se emite por aire siendo la primera (juntamente con el Canal 7 de Buenos Aires) en iniciar las transmisiones a color en Argentina.
Anteriormente, al tratarse de una televisora abierta recibía programas de varios canales porteños, de diversos géneros como telenovelas, teatros y de entretenimientos, entre ellos Sabados Circulares de Pipo Mancera y el programa de humor político de Tato Bores.
El 23 de febrero de 1982, el Comité Federal de Radiodifusión, mediante la Resolución 104, autorizó al Gobierno de Catamarca a instalar una repetidora del canal en Santa María, asignándole el canal 9 en la banda de UHF.
El 27 de enero de 1983, mediante el Decreto 194, el Poder Ejecutivo Nacional renovó la licencia conferida del Canal 7.
En 1991 se produjo el traslado de todas las instalaciones que estaban en calle Pellegrini al edificio actual de Andes 101.
Entre 1987 y 1992 explotó licencias de un circuito cerrado de televisión codificada en UHF. En esta última fecha, mediante un convenio de fusión-escisión los bienes afectados al circuito cerrado se incorporaron a una nueva empresa denominada Tele Imagen Codificada S.A., de la cual son accionistas en la actualidad, los integrantes del directorio de la licenciataria.
El 16 de febrero de 1994, mediante el Decreto 254, autorizó el ingreso a CAS TV S.A. (licenciataria de Canal 7) de Juan Carlos Antonio Biagioli y Néstor Eduardo Ick.
A partir de 1997, CAS TV S.A. habilitó una estación satelital (Up-link) que eleva la señal televisiva de Canal 7 al satélite Nahuel 1A, desde el cual se retransmite a 30 estaciones repetidoras terrenas instaladas en poblaciones localizadas fuera del área primaria de servicio del canal. En cada una de estas poblaciones se han colocado equipos para retransmitir la señal en un radio aproximado de 30 km, que permite cubrir la totalidad del territorio de la provincia de Santiago del Estero y el valle de Catamarca. Esta obra se concretó y se mantiene en operaciones con el trabajo de ingenieros y técnicos santiagueños, que fueron capacitados por especialistas en comunicaciones satelitales de Canadá y Estados Unidos.
En diciembre de 1998, mediante la Resolución 2612, la Secretaría de Comunicaciones autorizó a CAS TV S.A (titular del Canal 7) a realizar pruebas en la Televisión Digital Terrestre bajo la normativa ATSC (normativa que fue dispuesta mediante la Resolución 2357). Para ello se le asignó el Canal 8 en la banda de VHF.
El 18 de abril de 2006, el Comité Federal de Radiodifusión, mediante la Resolución 638 autorizó a CAS TV (titular de Canal 7) a trasladar la repetidora de El Portezuelo (canal 3) a la localidad de Sumalao.
El 1° de junio de 2010, la Autoridad Federal de Servicios de Comunicación Audiovisual, mediante la Resolución 114, autorizó a CAS TV S.A (titular de Canal 7) a realizar pruebas en la Televisión Digital Terrestre bajo el estándar ISDB-T (adoptado en Argentina mediante el Decreto 1148 de 2009). Para ello se le asignó el Canal 42 en la banda de UHF.
El 24 de marzo de 2012, Canal 7 comenzó a emitir su programación en HD.
El 30 de octubre de 2015, Canal 7 cumplió 50 años en el aire.
El 19 de diciembre de 2023, falleció a los 86 años el empresario y presidente del directorio de Canal 7 el Dr. Néstor Carlos Ick.

### Tecnología
Planta transmisora analógica
La misma está constituida por dos transmisores de 5 kW cada uno. El transmisor principal posee amplificación separada de audio y video y está totalmente construido en estado sólido. Con una antena de irradiación omnidireccional, colocada en la cúspide de un mástil de 150 metros.
Planta transmisora HD
Está posee dos transmisores de estado sólido-conmutables, el principal de 2400 W y el secundario de 800 W. Una antena de 32 paneles planos en una disposición de 8x4 con irradiación omnidireccional, colocada en la cúspide de un mástil de 150 metros.
Estación satelital
Para ella, tiene un sistema constituido por una estación terrena de subida satelital-digital totalmente redundante, transmitiendo una señal HD encriptada con compresión MPEG-4, modulación DVB-S2, mientras que para la recepción de la misma se han instalado 29 repetidoras satelitales distribuidas en el interior provincial, lo que permite cubrir prácticamente la totalidad del área poblada de Santiago del Estero. Existe asimismo una repetidora instalada en San Fernando del Valle de Catamarca.

### Estudios
Sede del canal
Tiene como sede principal el edificio propio ubicado en calle Andes 101 esquina Córdoba, de la ciudad de Santiago del Estero. Como así también posee una oficina ubicado en Reconquista 353 (2° piso) en la Ciudad Autónoma de Buenos Aires.
Estudio mayor
Posee una superficie de 150 m², y está equipado con cámaras HD de 3CCD de 2/3" trabajando con resolución de 1080x1920 (montada sobre trípodes, móviles y grúas), iluminadores tipo spot con lámparas de halógeno, de led y de artefactos de luz fría, todos controlados por dimmer.
Estudio menor
Posee una superficie de 40 m², está preparado para trabajar con escenografía virtual, equipada con tres cámaras HD de 3CCD de 2/3" trabajando con resolución de 1080x1920, iluminadores tipo spot con lámparas de halógeno, de led y de artefactos de luz fría, todos controlados por dimmer.
Departamento de producción
Se cuenta con cinco islas de edición completamente equipadas con tecnología para el procesamiento de video en calidad HD. Están destinadas a la edición de noticias, posproducción de comerciales y programas.
Equipamiento de exteriores
Posee 10 cámaras de exteriores HD con resolución de 1080x1920 de grabación en tarjetas de memoria, completas, con sus respectivos iluminadores y micrófonos inalámbricos de mano. Para las transmisiones de exteriores cuenta con un móvil satelital de exteriores HD trabajando con compresión MPEG-4 y modulación DVB-S2, además posee equipamiento de fibra óptica y microonda.

## Programación
Actualmente, parte de la programación del canal consiste en retransmitir parte de los contenidos del Canal 11 de Buenos Aires (cabecera de la cadena Telefe, que representa comercialmente al canal).
La señal también posee programación local, entre los que se destacan Noticiero 7 (que es el servicio informativo del canal), Debate abierto (Programa de entrevistas), Info UNSE (Resumen semanal de noticias de la Universidad Nacional de Santiago del Estero), Libertad de opinión (Programa político) y Opinión deportiva (Programa deportivo) entre otros programas locales.

## Noticiero 7
Es el servicio informativo del canal con principal enfoque a la Provincia de Santiago del Estero. Actualmente, posee dos ediciones que se emiten de lunes a viernes a las 13:00 en la Primera Edición (conducido por Rafael Guzmán y Luciana Abatedaga) y a las 20:15 en la Edición Central (conducido por Gisella Filas y Carlos Gómez).
El 1 de abril de 2024, Noticiero 7 estrenó una importante renovación en la escenografía incorporando pantallas LED junto a sus nuevas gráficas.

## Repetidoras
Canal 7 cuenta con 29 repetidoras en la Provincia de Santiago del Estero, 1 en la Provincia de Catamarca y 1 en la Provincia de Tucumán. 29 de las 31 repetidoras que se encuentran en Santiago del Estero son administradas por el Estado Provincial.
| Provincia de Santiago del Estero | Provincia de Santiago del Estero |
| -------------------------------- | -------------------------------- |
| Canal                            | Localización de la repetidora    |
| 7                                | Añatuya                          |
| 10                               | Bandera                          |
| 8                                | Bandera Bajada                   |
| 11                               | Campo Gallo                      |
| 7                                | Fortín Inca                      |
| 3                                | Frías                            |
| 7                                | La Punta                         |
| 11                               | Lavalle                          |
| 11                               | Los Juríes                       |
| 13                               | Los Pirpintos                    |
| 4                                | Los Telares                      |
| 24                               | Lugones                          |
| 12                               | Malbrán                          |
| 13                               | Monte Quemado                    |
| 5                                | Nueva Esperanza                  |
| 13                               | Ojo de Agua                      |
| 38                               | Pampa de los Guanacos            |
| 11                               | Pinto                            |
| 3                                | Pozo Hondo                       |
| 12                               | Quimilí                          |
| 35                               | Sachayoj                         |
| 56                               | Selva                            |
| 9                                | Sumampa                          |
| 12                               | Suncho Corral                    |
| 12                               | Taboada                          |
| 9                                | Termas de Río Hondo              |
| 8                                | Tintina                          |
| 5                                | Vilelas                          |
| 11                               | Villa Atamisqui                  |

| Provincia de Catamarca | Provincia de Catamarca              |
| ---------------------- | ----------------------------------- |
| Canal                  | Localización de la repetidora       |
| 7                      | San Fernando del Valle de Catamarca |

| Provincia de Tucumán | Provincia de Tucumán          |
| -------------------- | ----------------------------- |
| Canal                | Localización de la repetidora |
| 58                   | Graneros                      |